# Col de la Loze
El col de la Loze es un paso de montaña situado en los Alpes franceses, con una elevación de 2304 m. En mayo de 2019 se abrió un camino hasta allí, pasando a ser el séptimo puerto de montaña más alto de Francia. Su ascenso formó parte de las ediciones del Tour de Francia de 2020, de 2023 y de 2025, así como del Tour del Porvenir de 2019.

## Toponimia
El nombre del paso ("Loze") procede del idioma franco-provenzal, en el que el término lauze, (losa, lose) hace referencia a la roca esquistosa predominante en la zona.

## Geografía

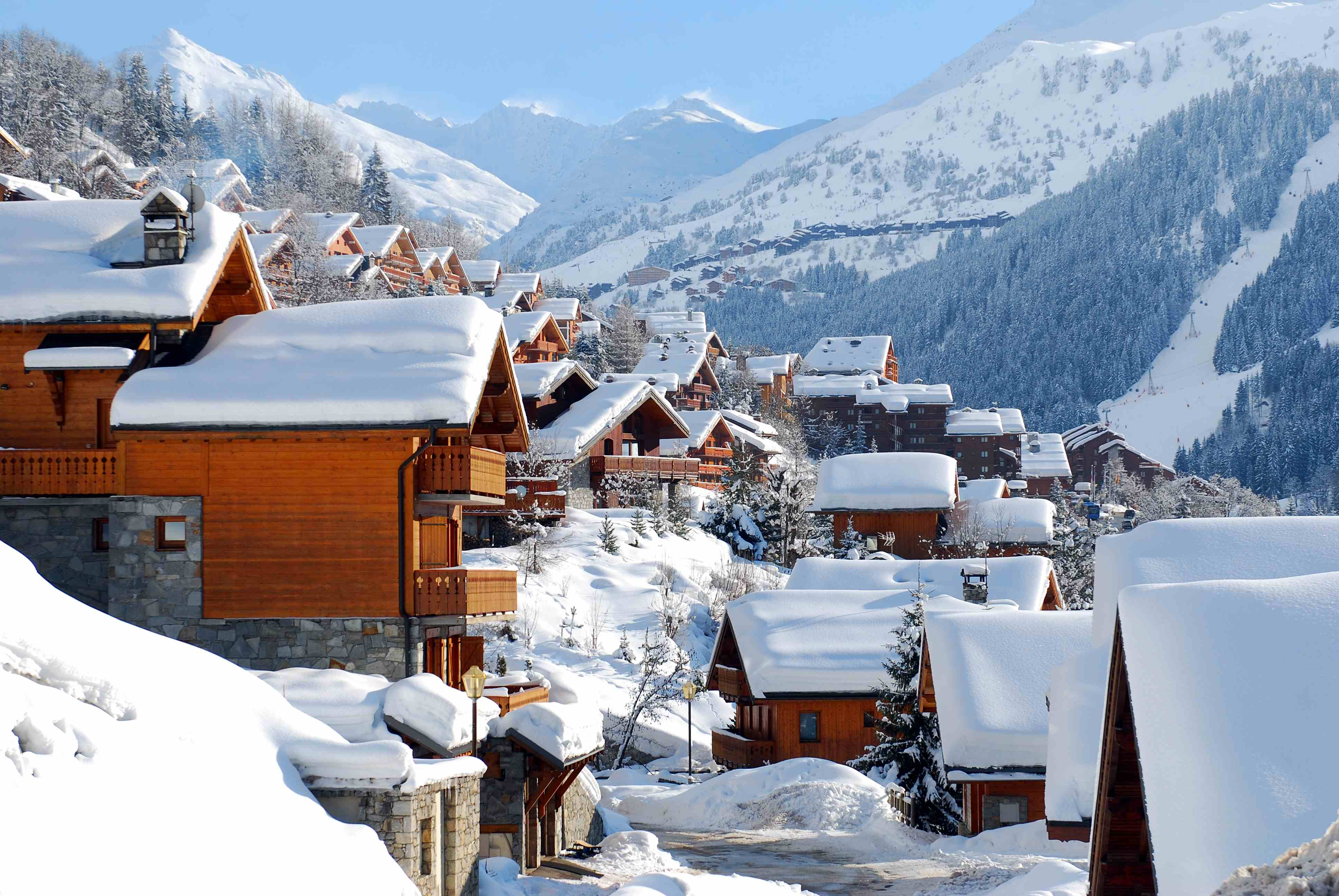
Méribel es un pueblo situado en el puerto de montaña, en el ascenso hacia el col de la Loze

El col de la Loze se encuentra en la zona de "Los Tres Valles", a una altura de 2304 m. Desde allí se puede esquiar hasta las cercanas estaciones invernales de La Tania, y de Le Praz. También existe un telesilla que permite llegar desde col de la Loze a Courchevel y Méribel, y por telesquí se puede acceder a La Tania. Así  ismo, desde allí se puede ir en bicicleta hasta fr.
En 2018 se construyó el camino que atraviesa el paso, inaugurado oficialmente el 12 de mayo de 2019. Aquel día todavía había nieve en la montaña, por lo que para poder celebrar el acto protocolario, se convirtió en el primer puerto de montaña francés en limpiarse de nieve aquella temporada.
No se permiten vehículos a motor en el camino, que está asfaltado hacia Courchevel. El camino une el Col de la Loze con Courchevel y en 2020 fue pavimentado en el lado de Méribel. Hay planes futuros para continuarlo hacia Val Thorens. Es el séptimo paso de montaña más alto de Francia, y el tercer paso de montaña más alto de la región de Saboya.

## Ciclismo
Si bien hay varias rutas para llegar al Col de la Loze, la subida a través de Méribel es la más notoria y, con 14,1 FIETS, es la subida en bicicleta más difícil de Francia. La subida tiene una pendiente media del 7,5%  a lo largo de 22,6 km, con un desnivel de más de 1700 metros.
El 12 de mayo de 2019, el Col de la Loze celebró el evento ciclista Eiffage (una competición contrarreloj) para conmemorar su inauguración. Hubo dos carreras: una sobre una distancia de 22,7 km y otra sobre una distancia más corta de 8,6 km.
La primera carrera ciclista profesional que ascendió al Col de la Loze fue la etapa 8 del Tour del Porvenir 2019, en la que se impuso el australiano Alexander Evans.
El director del Tour de Francia, Christian Prudhomme, describió así este paso de montaña en 2019: "Se trata de algo desconocido, inexistente, así de sencillo. Se pasa del 2 al 20%, gira en todas direcciones... Para mí es algo inaudito. Este paso de montaña es único.".

### Apariciones en el Tour de Francia
El Col de la Loze fue el final en alto de la etapa 17 del Tour de Francia 2020, ganada por el ciclista colombiano Miguel Ángel López. Incluyó un ascenso al col de la Madeleine, que no formó parte de la etapa del Tour del Porvenir. La subida al col de la Loze mide 21,5 km, con una pendiente media del 7,5% y una pendiente máxima del 24%. La ruta seguía el antiguo camino de 7 km de longitud, habilitado para el acceso hasta los remontes mecánicos del personal de mantenimiento. En la edición del Tour de 2020, la subida comenzó en Brides-les-Bains y pasó por Méribel, antes de desviarse por el nuevo camino hasta el col de la Loze. La meta fue el punto más alto de aquella edición de la ronda francesa. El col de la Loze fue uno de los dos nuevos finales en cumbre del Tour, siendo el otro el Grand Colombier. Volvió a aparecer en la edición de 2023, en una etapa que tuvo la llegada al altipuerto de Courchevel.
| Año  | Etapa | Categoría | Inicio                  | Final                         | Primero en pasar la cima |
| ---- | ----- | --------- | ----------------------- | ----------------------------- | ------------------------ |
| 2020 | 17    | HC        | Grenoble                | Col de la Loze por Méribel    | Miguel Ángel López       |
| 2023 | 17    | HC        | Saint-Gervais-les-Bains | Courchevel                    | Felix Gall               |
| 2025 | 18    | HC        | Vif                     | Col de la Loze por Courchevel | Ben O'Connor             |